# Valjevo
Valjevo (serbisk kyrilliska: Ваљево) är en stad i västra Serbien som ligger 100 km sydväst om landets huvudstad Belgrad. Valjevo har 58 184 invånare (kommunen 90 301 invånare), 2011.

## Historik
Valjevo nämns första gången år 1393. Den växte fram på medeltiden runt ett torg där handelsmän ofta stannade till på sin väg till bland annat Dubrovnik. Människan har dock levt i området sen stenåldern.

## Galleri

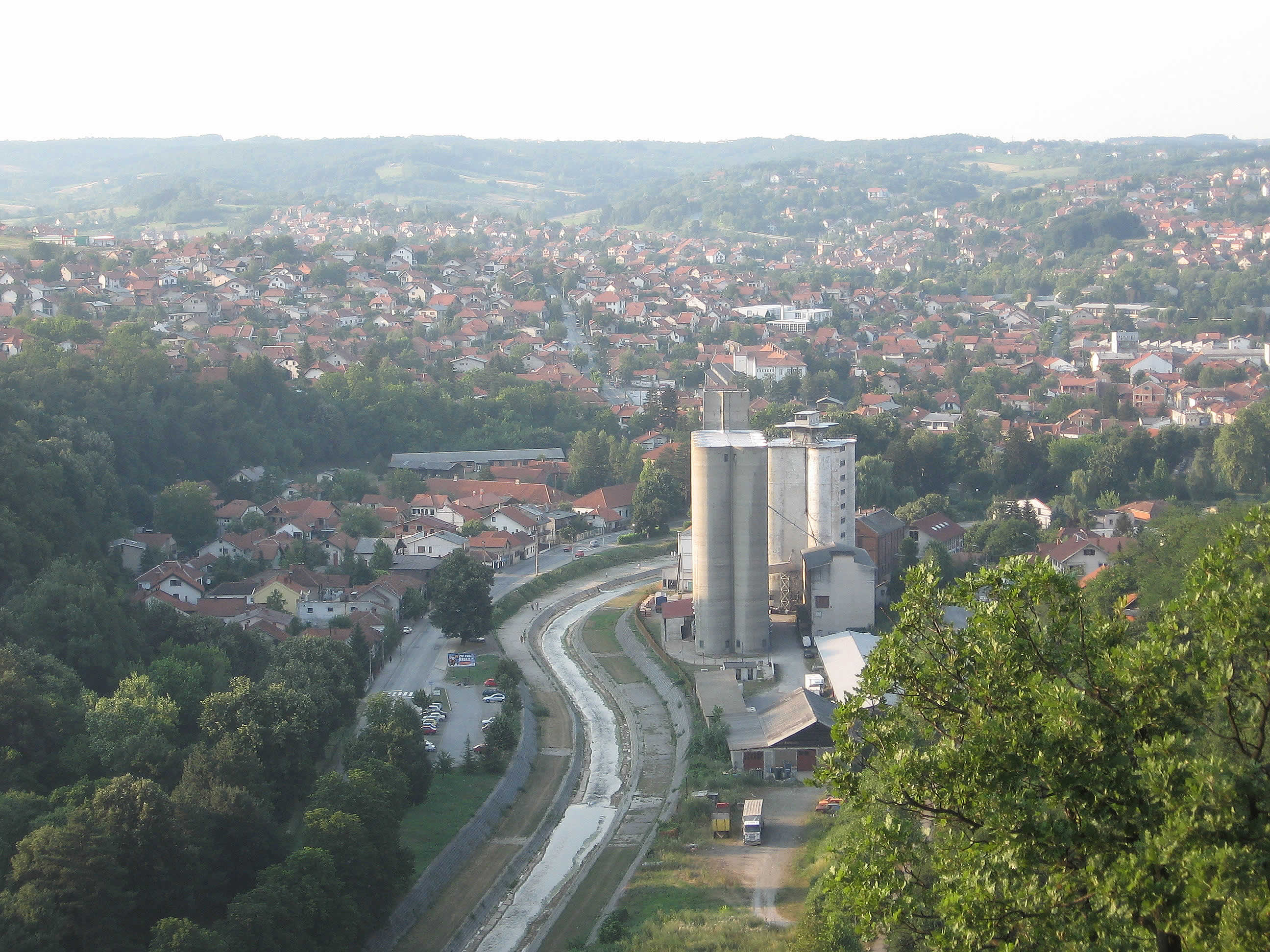
Södra Valjevo.
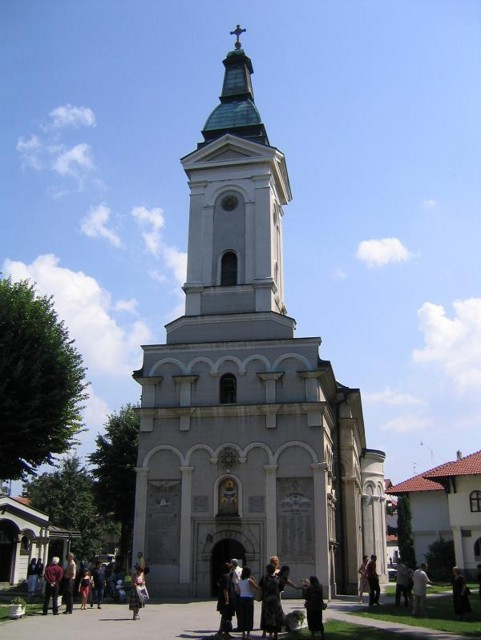
Ortodox kyrka.